# Le vie del Signore sono finite (album)
Le vie del Signore sono finite è una colonna sonora del cantautore italiano Pino Daniele, pubblicata nel 1988 dalla EMI Italiana. Le canzoni sono le colonne sonore dell'omonimo film uscito a fine 1987.

## Tracce
1. Qualcosa arriverà – 2:26
2. Promenade – 2:03
3. Nustalgia – 0:40
4. Qualcosa arriverà (strumentale) – 2:14
5. Chez moi – 1:05
6. Tarantarabe – 1:25

## Formazione
- Pino Daniele - voce, chitarre
- Kevin McAlea - tastiere
- Romano Bais - progr. computer